# Blackrock College RFC
Il Blackrock College Rugby Football Club è un club irlandese di rugby a 15 avente sede a Blackrock, Dublino, nella provincia di Leinster.
È stato fondato nel 1882. Durante la stagione 2013-2014 disputerà la Division 1B del campionato irlandese.

## Palmarès
- Leinster Senior League: 4
  - 1974-1975, 1981-1982, 1982-1983, 1990-1991.
- Leinster Senior Cup di Rugby a 15: 8
  - 1936-1937, 1938-1939, 1956-1957, 1960-1961, 1982-1983, 1987-1988, 1991-1992, 1999-2000.
- Metropolitan Cup: 8
  - 1928-1929, 1937-1938, 1961-1962, 1974-1975, 1975-1976, 1976-1977, 1983-1984, 2000-2001.